# Olga Kuzenkovová
Olga Sergejevna Kuzenkovová (rusky Ольга Сергеевна Кузенкова; * 4. října 1970, Smolensk) je bývalá ruská atletka, olympijská vítězka a mistryně Evropy v hodu kladivem.

## Kariéra
Jako první žena v historii přehodila sedmdesátimetrovou hranici, když 11. června 1997 v rodném městě poslala kladivo do vzdálenosti 70,78 metru. 22. června téhož roku vylepšila vlastní světový rekord na evropském poháru v Mnichově na 73,10 m a získala stříbrnou medaili na světové letní Univerziádě.
Celkově devětkrát posunula hodnotu světového rekordu až na 73,80 m (15. květen 1998, Togliatti), šest jejich rekordů bylo ratifikováno. Na evropském šampionátu 1998 v Budapešti, kde byl hod kladivem zařazen do programu vůbec poprvé vybojovala stříbrnou medaili, když prohrála jen s Rumunkou Melinteovou. Se stejnou soupeřkou prohrála také na MS v atletice 1999 v Seville.
Na letních olympijských hrách 2000 v australském Sydney získala další stříbrnou medaili. Její nejdelší hod měřil 69,77 m. První olympijskou vítězkou v této disciplíně se stala Polka Kamila Skolimowska. Další stříbro vybojovala také na světovém šampionátu v Edmontonu 2001 a v Paříži 2003. V roce 2002 se stala v Mnichově mistryní Evropy. O dva roky později vybojovala v Athénách výkonem 75,02 m zlatou olympijskou medaili.
V roce 2005 původně získala na světovém šampionátu v Helsinkách zlatou medaili, když v páté sérii hodila 74,03 m. V poslední sérii se navíc zlepšila na 75,10 m.  Kvůli pozitivnímu dopingovému nálezu však musela v roce 2013 svou zlatou pozici přepustit původně druhé Kubánce Yipsi Morenové. 
Jejím posledním velkým závodem byla účast na Mistrovství světa v atletice 2007 v japonské Ósace, kde skončila v kvalifikaci.